# Bror Meyer
Bror Ludvig Meyer (* 12. Februar 1885 in Stockholm; † 1956 ebenda) war ein schwedischer Eiskunstläufer, der im Einzellauf startete.
Er wurde 1906 schwedischer Meister, Vierter bei der Europameisterschaft und Bronzemedaillengewinner bei der Weltmeisterschaft in München hinter Gilbert Fuchs und Heinrich Burger.

## Ergebnisse
| Wettbewerb / Jahr           | 1906 |
| --------------------------- | ---- |
| Weltmeisterschaften         | 3.   |
| Europameisterschaften       | 4.   |
| Schwedische Meisterschaften | 1.   |

## Bücher
- Skating with Bror Meyer. ISBN 1-152-60814-2.